# Joseph-Pierre Joubert-Bonnaire
Joseph-Pierre Joubert-Bonnaire (1786-1827) est maire d'Angers, industriel du textile.

## Biographie
Joseph-Pierre Joubert-Bonnaire est né le 17 avril 1786. Il fut un riche négociant industriel manufacturier, issu d'une famille noble et ancienne originaire de l'Île de Noirmoutier. Cette famille vendéenne fit souche en Anjou. Il est le fils du député du Maine-et-Loire et ancien maire d'Angers Joseph François Joubert-Bonnaire. Il eut de nombreux frères et sœurs parmi lesquels Alexandre Auguste Joubert-Bonnaire.
En 1810, le 2 juin, il épousa Modeste Raymbault. Ils eurent deux enfants : 
- Emile Joseph Joubert-Bonnaire 1811-1867
- Ernestine Joubert-Bonnaire née en 1813

Il fut le premier adjoint au maire d'Angers, Anselme François René Papiau de La Verrie lors du mandat que ce dernier fit de 1813 et qu'il interrompit par sa démission en 1815, à la suite de son élection comme député à l'Assemblée nationale.
Joseph-Pierre Joubert-Bonnaire fut désigné maire intérimaire d'Angers en 1815 pour un mandat municipal qu'il acheva en décembre 1816.
Il poursuit l'activité de négociant industriel avec son frère à la tête de la manufacture royale de corderie d'Angers, devenue les "Filatures de toiles à voiles Joubert-Bonnaire".
Joseph-Pierre Joubert-Bonnaire meurt le 11 avril 1827 à Angers.

## Sources
1. ↑  (es) « Genealogía de Joseph-Pierre JOUBERT-BONNAIRE », sur Geneanet (consulté le 12 septembre 2020).
2. ↑  « Francegenweb.org - votre service benevole d'assistance genealogique », sur francegenweb.org (consulté le 23 octobre 2021).